# Jardins de Petřín
Les Jardins de Petřín ou Parc de Petřín (en tchèque : Petřínské sady) sont un parc situé sur le versant nord-est de la colline de Petřín à Prague. À peu près à l'emplacement du funiculaire actuel, il y avait un mur qui séparait deux parties historiques : les jardins du séminaire et le jardin Nebozízek. Ces deux jardins sont protégés comme monument culturel de la République tchèque.

## Histoire
Le jardin du séminaire a été fondé au XVIIe siècle et appartenait à l'origine au monastère des Carmélites déchaussées de la Vierge Marie de Malostran. Après la dissolution du monastère, le séminaire de l'archevêché reprit le jardin en 1793. Lors de la restauration en 1912-1914, des routes ont été construites et le jardin a été planté d'arbres fruitiers. Il appartient à la capitale Prague depuis 1927 et a été ouvert au public en 1930.
Le jardin Nebozízek appartient à la municipalité de Prague depuis 1822. À l'origine, il y avait des vignes et un verger. Le jardin est ouvert au public depuis 1842 et, entre 1891 et 1895, il a été largement transformé en parc à l'anglaise. Après que la municipalité de Prague a acheté le jardin du séminaire, les murs d'enceinte ont été démolis et les deux jardins ont été reliés.

## Description et points d'intérêt
Le parc est aménagé sur une pente raide et est entrelacé d'un réseau de sentiers, parfois complétés par des escaliers Des arbres fruitiers sont plantés dans le jardin du séminaire. Le Funiculaire de Petřín de 1891 traverse le parc. Le parc compte deux fontaines et plusieurs statues et monuments : le monument Karel Hynk Mácha (de Josef Václav Myslbek de 1910 à 1912), ainsi que Vítězslav Novák, Vojta Náprstek, Jan Neruda et Ferdinand Laub.